# Университет Мачераты
Университет Мачераты (итал. Università degli Studi di Macerata, UNIMC) — университет, расположенный в Мачерате, Италия. Он был основан в 1290 году и является одним из старейших в Италии. Различные факультеты и офисы университета находятся в старом центре, за его средневековыми стенами. Средний возраст преподавателей UNIMC, которые привыкли обсуждать со своими учениками как академические, так и текущие события, составляет 40 лет. В Университете Мачераты есть семь факультетов на выбор: культурное наследие (в соседнем городе Фермо), экономика, право, литература и философия, медиа-исследования, педагогические науки и политические науки. Некоторые предлагают курсы полностью на английском языке.